# RAS综合征

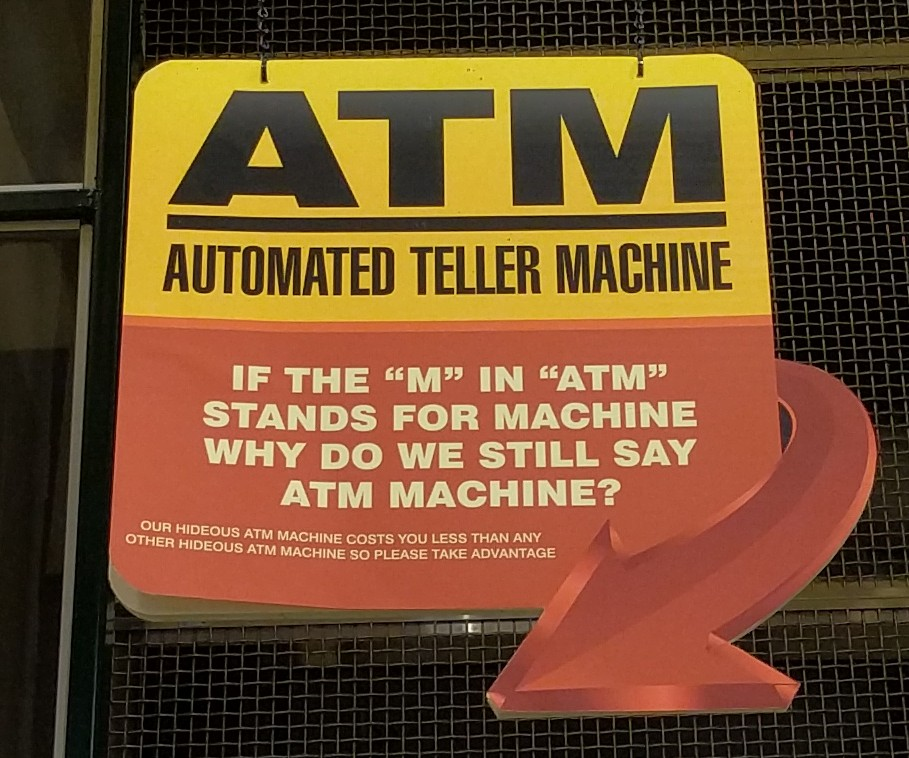
「ATM（自動櫃員機）的M代表機，爲何還講ATM機？」

RAS症候群（英語：RAS syndrome，其中RAS為之首字母縮寫，意為冗餘首字母縮寫症候群，S自指症候群）是首字母縮略字和詞構成短语，而詞包含於縮略字，造成重複的現象，例如「HIV病毒」（人類免疫缺陷病毒，V自指病毒）、「LCD顯示器」（液晶显示器，D自指顯示器）、「UPC碼」（通用产品代码，C自指碼）。RAS症候群一語始見於2001年《新科學人》刊登輕鬆內容的版塊。
格式指南多不建議使用冗餘首字母縮寫，但這樣的用法仍常見於口語。

## 成因
儘管不乏消除冗餘而明晰表意的編輯實例，人類語言卻少有杜絕冗餘的純邏輯理念。比爾·布萊森認爲並非重複即不好，重複能明晰表意，有的則是習語：OPEC國家（石油输出国组织，C自指國）、SALT談判（战略武器限制谈判，T自指談判）、HIV病毒理论上冗餘，後面的詞已包含於前面的縮寫，但只有極挑剔者會反對；與此類似，「擦去臉上的笑容」（wipe that smile off your face）中，「臉上的」多餘，笑容必在臉上，但句中不可少。
適量語音（如通话表）、語法等冗餘可提供上下文，減少過度縮寫而生的“字母湯商”（晦涩缩写与首字母缩略词的过度堆砌）以便交流。
未翻譯的外來語縮略字常視爲未分析的語素。如，法語常用（IP協議，网际协议，P自指協議），英語常用（敬請RSVP，敬請回覆，法語，SVP自指敬請）。其成因與同義反覆名稱相同，大腦多不會分析同義反覆，多因不解外來語含義，或僅因習慣。

## 反例
有時重複詞不會產生冗餘。如英語可指備份容錯式磁碟陣列（分別意爲備份、容錯式），可指受激輻射光放大產生的光（意爲光）。